# Great Mitton
Great Mitton est un village et une paroisse civile du Lancashire, en Angleterre.